# Alfred Frédéric Philippe Auguste Napoléon Ameil
Pour les articles homonymes, voir Famille Ameil et Ameil.
Alfred-Frédéric-Philippe-Auguste-Napoléon Ameil, 2e baron Ameil et de l'Empire, né le 8 novembre 1810 à Saint-Omer et mort le 12 mars 1886 à Versailles était un général de division de l'armée française.

## Biographie
Frédéric Ameil entre à Saint-Cyr en novembre 1827 et en sortit dans la cavalerie, avec le grade de sous-lieutenant, le 1er octobre 1829. Après son passage à l'École de Cavalerie, il est affecté au 1er Cuirassiers en octobre 1832.
Il fut promu successivement lieutenant le 30 mai 1837, capitaine instructeur au 13e Chasseurs le 15 octobre 1840, chef d’escadrons le 23 février 1847, nommé au 2e Hussards,  lieutenant-colonel le 3 novembre 1851 au 3e Chasseurs d'Afrique, colonel le 8 novembre 1853 du 7e Cuirassiers, général de brigade le 12 août 1861 et général de division le 26 février 1870.
Il a fait plusieurs campagnes en Algérie de 1847 à 1852, et pris une part importante au fait d’armes de Kalah, qui mit fin à l’insurrection des Ouled Dâan. Il fit partie de l’armée d'Italie en 1859, et assista à la bataille de Solférino.
Il était chargé de l’inspection générale en Afrique lorsque éclata la guerre de 1870. Il reçut le commandement de la division de cavalerie du 7e corps et fut fait prisonnier à Sedan.
Il était grand officier de la Légion d'honneur.
Il est le fils de Auguste Jean, baron Ameil et de l'Empire, général de brigade (1775-1822). Il épouse en 1841 Anne Marguerite de Rouot de Fossieux (1818-1899), dont Napoléon baron Ameil (1857-1926), Chef d'escadron, chevalier de la Légion d'honneur.

## État de service
- Général de brigade (12 août 1861) ;
- Mis en disponibilité (12 août 1861 - 28 août 1861) ;
- Commandant de la 1re subdivision (Cher) de la 19e division militaire (28 août 1861 - 21 décembre 1864) ;
- Commandant de la 2e brigade de la division de cavalerie du camp de Châlons (13 avril 1864 - 11 septembre 1864) ;
- Commandant de la 3e brigade de la division de cavalerie du 1er corps d'armée (21 décembre 1864 - 23 décembre 1867) ;
- Commandant de la 2e subdivision (Meuse) de la 5e division militaire (23 décembre 1867 - 26 février 1870) ;
- Commandant de la 3e brigade de la division de cavalerie du premier camp de Châlons (23 mars 1869 (effectif le 1er mai 1869) - 30 juin 1869) ;
- Général de division (26 février 1870) ;
- Mis en disponibilité (26 février 1870 - 18 mai 1870) ;
- Inspecteur général du 12e arrondissement de cavalerie (18 mai 1870 - 18 juillet 1870) ;
- Commandant de la division de cavalerie du 7e corps de l'armée du Rhin puis (12 août 1870) de l'armée de l'Est puis (21 août 1870) de l'armée de Châlons (18 juillet 1870 - 2 septembre 1870) ;
- En captivité (2 septembre 1870 - 22 avril 1871) ;
- Mis en disponibilité (22 avril 1871 - 15 juin 1872) ;
- Inspecteur général du 10e arrondissement de cavalerie (15 juin 1872 - 31 décembre 1872) ;
- Inspecteur général du 4e arrondissement de cavalerie (13 juin 1873 - 31 décembre 1873) ;
- Commandant de la 2e division de cavalerie (31 octobre 1873 - 18 avril 1874) ;
- Commandant de la 1re division de cavalerie (18 avril 1874 - 8 novembre 1875) ;
- Inspecteur général du 2e arrondissement de cavalerie (16 juin 1874 - 31 décembre 1874) ;
- Placé dans la section de réserve (8 novembre 1875) ;
- Admis en retraite (10 octobre 1878).

## Distinctions
| Grand officier de la Légion d'honneur | Médaille commémorative de la campagne d'Italie (1859) | Officier de l'Ordre des Saints-Maurice-et-Lazare.svg |

- Légion d'honneur :
  - Chevalier (10 décembre 1849), puis,
  - Officier (8 octobre 1857), puis,
  - Commandeur (14 mars 1860), puis,
  - Grand officier de la Légion d'honneur (3 août 1875).
- Médaille commémorative de la campagne d'Italie (1859) ;

 Royaume de Sardaigne
- Officier de l'Ordre des Saints-Maurice-et-Lazare.